# Ostaš

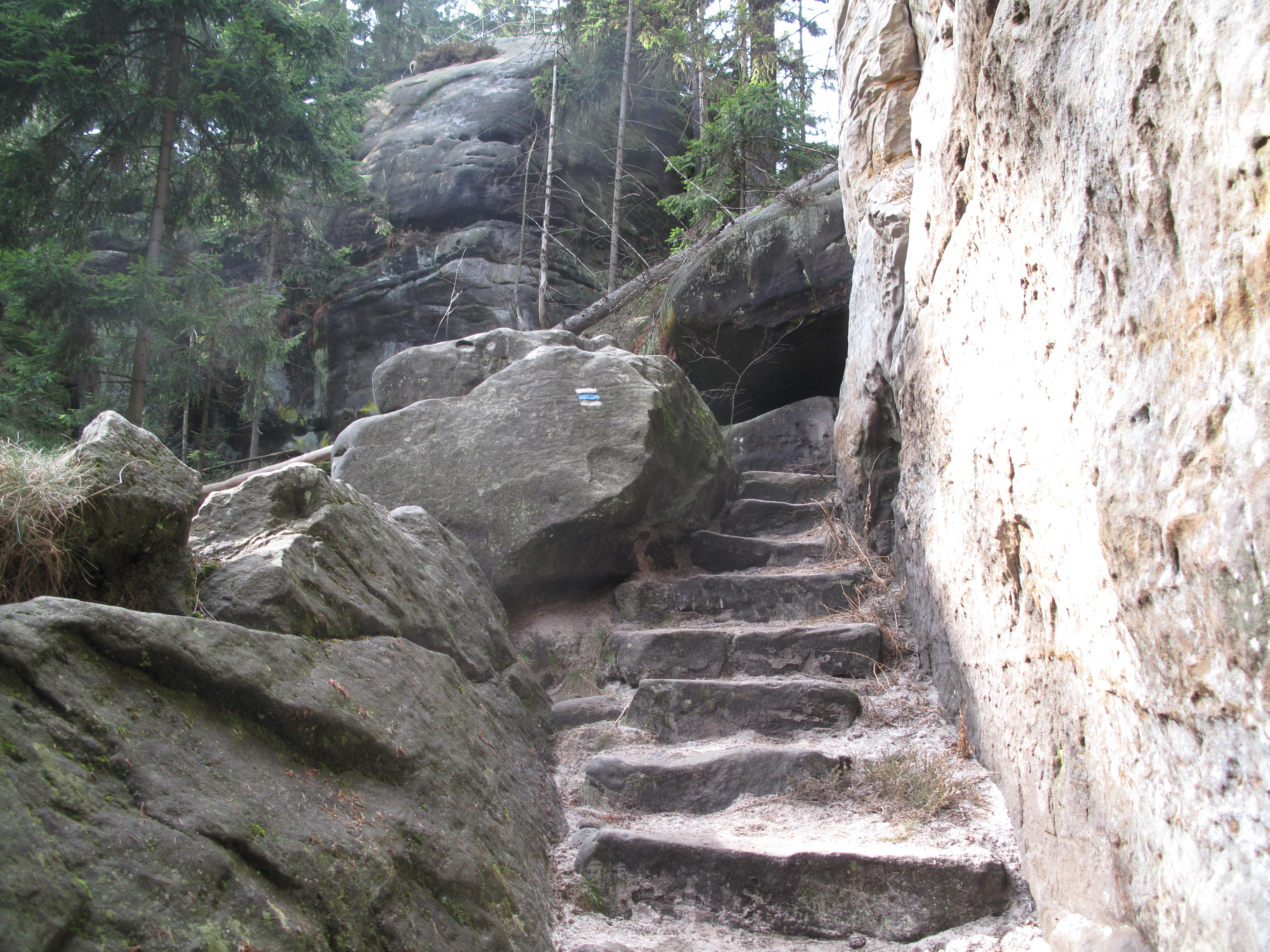
Szlak w skałach

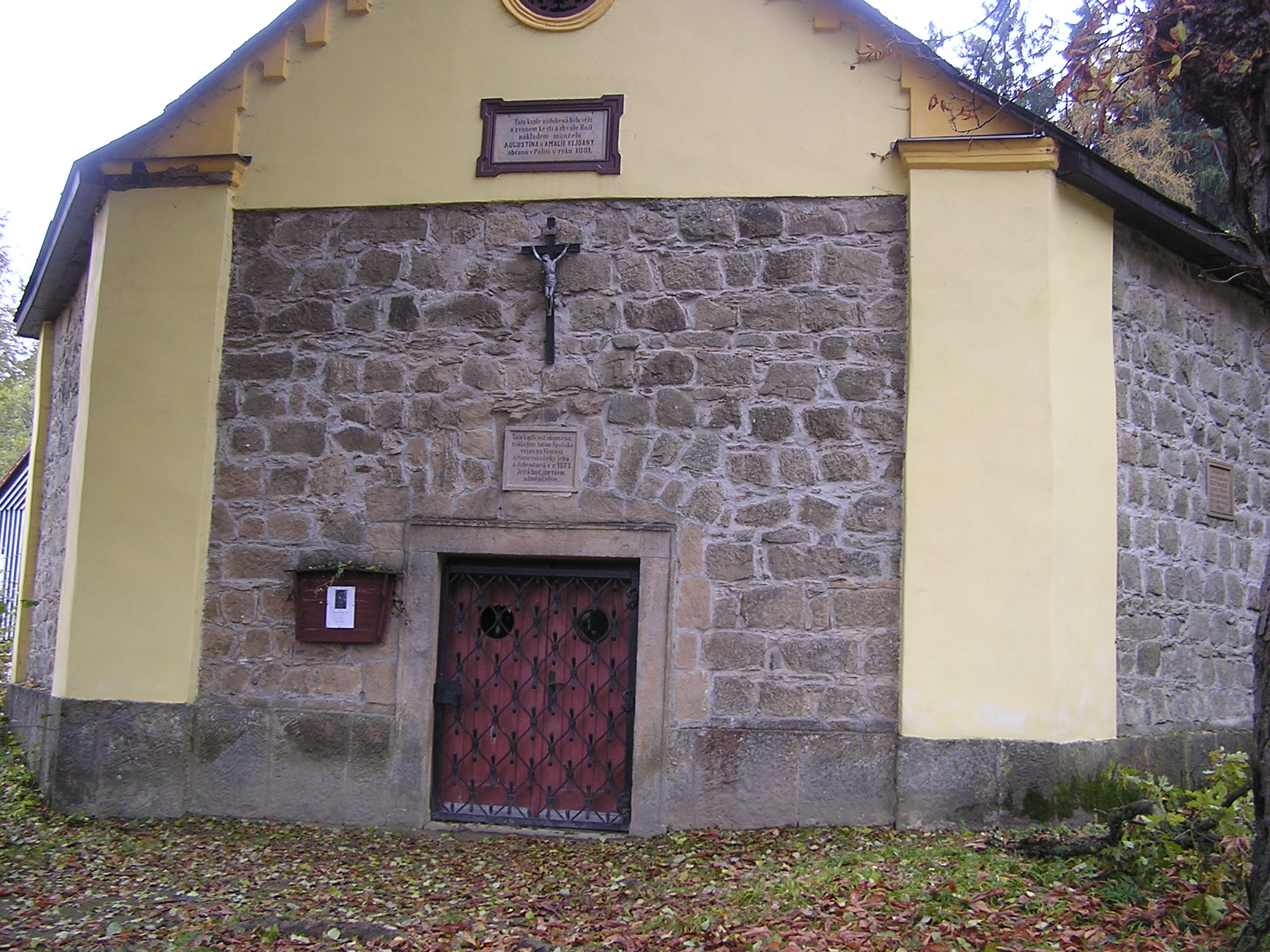
Kaplica z 1859

Ostaš (niem. Wostasch, Ostasch, pol. Ostasz) – szczyt (700 m n.p.m.) w czeskiej części Gór Stołowych. Wzniesienie położone jest około 3,0 km na północny zachód od centrum Police nad Metují, w granicach Obszaru Chronionego Krajobrazu Broumovsko.

## Morfologia
Wzniesienie o charakterystycznym stołowym kształcie, z wyraźną płaską częścią szczytową, jest jednym z wyższych wzniesień czeskiej części Gór Stołowych. Góra stanowi obszar rezerwatu przyrody Ostaš. Część szczytowa położone jest na niewielkiej wierzchowinie stołowej, którą tworzą dwie olbrzymie płyty skalne, zbudowane z górnokredowych piaskowców ciosowych, która we wszystkich kierunkach opada 40-metrowymi pionowymi skalnymi ścianami, które w niższych partiach przechodzą w strome zbocza, porośnięte lasem regla dolnego.
Na wierzchołku płyty górnej położona jest Frydlancka Skała z punktem widokowym, a na skraju płyty platforma widokowa. Piaskowcowa powierzchnia szczytu jest zwietrzała, popękana i poprzecinane wieloma szczelinami, a między dwoma płytami skalnymi na wierzchowinie znajdują się dwa labirynty skalne. Na wschodnim zboczu wyższej płyty, znajduje się labirynt górny, z szeregiem osobliwych utworów skalnych, a na niższej, północno-wschodniej płycie znajduje się labirynt dolny, oraz większe ugrupowanie skalne zwane Koci Gród, z pomnikiem przyrody Kocie Skały i Jaskinią Braci Czeskich. Mimo niewielkiej wysokości bezwzględnej, wzniesienie widoczne jest z daleka jako odosobniony masyw skalny.
Na górze znajduje się kilka punktów widokowych, z których roztaczają się panoramy Broumowskich Ścian, Karkonoszy, Gór Kamiennych, Sowich, Orlickich i Bystrzyckich.
W skrajnych częściach góry dochodzi do ruchów masywów i wież skalnych. Zjawiska te są badane za pomocą zainstalowanej sieci punktów geodezyjnych oraz przyrządów pomiarowych. 22 kwietnia 1992 roku zanotowano lokalne wstrząsy o sile 2,4 stopni w skali Richtera.
Nazwy niektórych systemów skalnych i skał:
- Czarci Samochód (Čertovo auto),
- Kopijnik (Zbrojonoš),
- Zdrajca (Zdrádce),
- Cyganka (Cikánka)[1].

## Historia
Nazwa góry pochodzi od imienia św. Eustachego (Eustacha lub Ostacha), patrona myśliwych, którzy w Średniowieczu chętnie tu polowali, a także trudnili się przeprowadzaniem osób przez pobliską granicę. Później masyw stanowił schronienie dla prześladowanych protestantów, zwłaszcza po ich porażce pod Białą Górą (m.in. pod skałą Mogiła Śmierci torturowano i zamordowano około stu niewinnych mieszkańców Polic nad Metují w każdym wieku, a zwłoki wrzucono w szczelinę skalną – zwoje włosów znajdowano przy późniejszym karczowaniu lasu). Odbywano tu także pielgrzymki do kapliczki na stoku (pierwsza, drewniana powstała w 1484; zastąpiono ją nową, okazalszą w 1669, a w 1720 postawiono jeszcze większą, którą zburzono w 1788 z rozkazu cesarza Józefa II; 8 września 1859 poświęcono kolejną, zbudowaną z inicjatywy lokalnego mieszkańca – Celestyna Velca, jako wotum za przetrwanie wojny francusko-austriackiej, która dotrwała do naszych czasów). W czasach współczesnych Ostaš stał się celem miłośników wspinaczki. Przy kaplicy stoi pomnik alpinisty z Polic nad Metují – Miroslava Šmída (2004).

## Infrastruktura turystyczna
U podnóża wzniesienia znajduje się osada domków kempingowych Ostaš oraz niewielkie pole namiotowe, popularne zwłaszcza wśród wspinaczy, a także obiekty gastronomiczne. Kilkaset metrów dalej położony jest parking, do którego można dojechać boczną drogą z drogi krajowej nr 303.

## Szlaki turystyczne
– okrężny szlak przez cały labirynt skalny; rozpoczyna się przy przystanku kolejowym Česká Metuje,
  – z miejscowości Police nad Metują na Kocie Skały (obok osady domków kempingowych),
  – z Javora (dzielnica Teplic nad Metují) przez szczyt Hvězda do Broumova (obok osady domków kempingowych).